# Тухфат уль-атфаль
Ту́хфат уль-атфа́ль (араб. تحفة الأطفال‎ — «Подарок для детей») — арабская книга в стихотворной форме для детей о правилах чтения (таджвид) Корана. Автор книги — египетский улем-шафиит Сулейман ибн Хусейн ибн Мухаммад аль-Джамзури (1139—1229 г. х.). Книга входит в программу изучения нескольких мусульманских учебных заведений. Количество двустиший-бейтов: 61.

## Список комментариев и изданий
- Первым комментатором данного труда является сам автор, который озаглавил его «Фатх аль-акфа́ль» (араб. فتح الأقفال‎, «Открытие замков»). Эта книга издавалась несколько раз:

1. Каир, издательство «Дар ихъя аль-кутуб аль-Арабия» в 16 страницах (дата издания неизвестна).
2. Мекка, издательство «аль-Амирия» в 1887 году (1304 г.х.) в составе сборника.
3. Бейрут, издательство «Дар аль-Джанан» в 1987 году (1407 г.х.) при содействии шейха Самира аль-Кади.

- Другим комментатором «Тухфат уль-атфаль» является шейх Али ибн Мухаммад ибн Хасан ибн Ибрахим ад-Даба’ аль-Мисри (ум. в 1957 году/1376 г. х.). Его комментарии были изданы сначала в Каире (издательство «Дар ат-Талиф», дата неизвестна), а затем в Эр-Рияде («Адва ас-Салаф», 1997 год/1418 г. х.).
- Комментарий «Бу́гйат аль-кама́ль» (араб. بغية الكمال‎) шейха Усамы Абд аль-Ваххаба был издан в Александрии («Дар аль-Иман», 1997 год/1418 г. х.).
- Комментарий шейха Мухаммада аль-Михи аль-Ахмади аль-Мисри (XIII век хиджры) «Фатх аль-мульк аль-мутаа́ль» (араб. فتح الملك المتعال‎) в рукописной форме хранится в библиотеке Исламского университета имени Мухаммада ибн Сауда в Эр-Рияде (№ 632)[1].